# 山名政実
山名 政実（やまな まさざね、？ - 延徳元年（1489年）11月）は室町時代の人物で因幡守護。実父は山名政康。『山名系図』によると伯父である山名熈成の養子となったという。通称・孫次郎、官位は治部少輔。

## 経歴
生年、養子に出された時期など幼少期については詳しく分かっていないが、『蔭凉軒日録』によれば幼少の頃から蔭凉軒の喝食であったという。
長享2年（1488年）8月13日、播磨守護代の浦上則宗による働きかけで因幡守護に就任する。これは山名氏と対立する赤松氏ら東軍方の支援を受けたものとみられ、同年8月24日には足利義尚の六角征伐に参陣し、義尚と対面している。
地元の因幡では反守護を掲げる国人･毛利貞元らが山名豊時からの自立を図り、長享年間から再度の反乱を起こしていた。（第二次毛利次郎の乱）毛利氏らに擁立された政実は当初、京都に滞在していたようであるが、延徳元年（1489年）2月、反守護側の劣勢が伝えられると急遽因幡へ下向した。
因幡在国中の行動などに関しては不明であるが、前守護となった山名豊時率いる守護勢と戦ったようである。しかし、新守護となった政実方への支持は広がらなかったため、延徳元年（1489年）9月の徳丸河原合戦では政実側の国人・矢部山城守一族の北川与三左衛門が離反、政実側の敗北となった。
続く11月中旬、豊時軍の猛攻により拠点の一つであった市場城（私部城）が落城、『蔭凉軒日録』によれば城内で自刃しようとしたところを矢部氏に止められたという。その後、矢部氏ら30名ほどの主従に伴われて市場城より落ち延び、若桜にある矢部氏の館に逃れることに成功した。しかし、しばらくして追ってきた豊時軍によって館も包囲され、播磨への脱出も不可能となったことから矢部山城守らと共に自刃した。